# La Tasajera, Mocorito
La Tasajera är en ort i Mexiko.   Den ligger i kommunen Mocorito och delstaten Sinaloa, i den västra delen av landet, 1 100 km nordväst om huvudstaden Mexico City. La Tasajera ligger 294 meter över havet och antalet invånare är 107.
Terrängen runt La Tasajera är kuperad österut, men västerut är den platt. Runt La Tasajera är det mycket glesbefolkat, med 6 invånare per kvadratkilometer. Närmaste större samhälle är Sitio de Abajo, 18,1 km söder om La Tasajera. I omgivningarna runt La Tasajera växer huvudsakligen savannskog.